# Liste de peintures de Nicolas Chaperon
Cette page dresse une liste des peintures de Nicolas Chaperon, peintre français du XVIIe siècle.

## Liste des peintures
| Image | Titre                                                                 | Technique                        | Date           | Commentaire                                | Lieu de conservation                                                   | Référence (Laveissière, Jacquot, Kazerouni, 1999) |
| ----- | --------------------------------------------------------------------- | -------------------------------- | -------------- | ------------------------------------------ | ---------------------------------------------------------------------- | ------------------------------------------------- |
|       |                                                                       |                                  |                |                                            |                                                                        |                                                   |
|       | L'Éducation de l'Amour                                                | Huile sur toile 110 x 134 cm     | vers 1635      |                                            | Paris, musée du Louvre                                                 |                                                   |
|       | Marie Madeleine pénitente                                             | Huile sur toile 76 x 62,3 cm     |                | Attribué à Nicolas Chaperon                | Nancy, musée des Beaux-Arts                                            |                                                   |
|       | L'Annonce aux bergers et des Anges                                    | Peinture sur enduit              | vers 1635-1640 |                                            | Paris, église Saint-Nicolas-des-Champs, chapelle Saint-Vincent-de-Paul | C-D                                               |
|       | La Sainte Famille avec sainte Élisabeth et saint Jean-Baptiste enfant | huile sur toile 146 x 120 cm     |                |                                            | Longniddry, East Lothian, Gosford House                                | 6                                                 |
|       | La Charité de sainte Anne                                             | huile sur toile 242 x 153,5 cm   | vers 1635-1639 |                                            | Lyon, musée des Beaux-Arts                                             | 9                                                 |
|       | La Charité de sainte Anne (réduction ?)                               | huile sur toile 59,9 x 38,1 cm   | vers 1635-1639 |                                            | Austin, Blanton Museum of Art                                          |                                                   |
|       | La Présentation de la Vierge au Temple (modello)                      | huile sur toile 71 x 43 cm       | 1639           |                                            | Houston, Museum of Art                                                 | 10a                                               |
|       | La Présentation de la Vierge au Temple                                | huile sur toile 300 x 200 cm     | 1639           |                                            | Compiègne, chapelle Saint-Nicolas                                      | 10c                                               |
|       | La Présentation de la Vierge au Temple (réduction)                    | huile sur toile 63,5 x 48 cm     | vers 1639      |                                            | Rennes, musée des Beaux-Arts                                           | 11                                                |
|       | Le Repos de la Sainte Famille en Égypte                               | huile sur toile                  |                |                                            | Colinsburgh, Fife, Balcarres Collection                                | 12a                                               |
|       | Putti jouant avec des rubans                                          | huile sur bois                   |                |                                            | Fontainebleau, musée national du château                               | 13c                                               |
|       | La Nourriture de Bacchus                                              | huile sur toile 40 x 30,5 cm     |                |                                            | Localisation actuelle inconnue                                         | 21a                                               |
|       | Bacchanale                                                            | huile sur toile 73 x 91 cm       |                | Attribué à Nicolas Chaperon                | Localisation actuelle inconnue                                         | 22b                                               |
|       | Bacchanale                                                            | huile sur toile 73 x 100 cm      |                |                                            | Localisation actuelle inconnue                                         | 25a                                               |
|       | Silène ivre                                                           | huile sur toile 115 x 84 cm      |                |                                            | Florence, Galerie des Offices                                          | 27                                                |
|       | L'Alliance de Bacchus et de Vénus                                     | huile sur toile 71,3 x 98,5 cm   |                |                                            | Collection particulière                                                | 34                                                |
|       | L'Alliance de Bacchus et de Vénus                                     | huile sur toile 76,2 x 98 cm     |                | Copie à Poitiers, musée Sainte-Croix (MNR) | Dallas, Museum of Art                                                  | 34a                                               |
|       | Bacchus et des Bacchantes                                             | huile sur toile 82 x 69,5 cm     |                |                                            | Collection particulière                                                | 34b                                               |
|       | La Rencontre de Bacchus et Ariane                                     | huile sur toile 80,5 x 102 cm    |                |                                            | Localisation actuelle inconnue                                         | 35a                                               |
|       | Le Vœu de Midas                                                       | huile sur toile 100 x 136 cm     |                |                                            | Bâle, Kunstmuseum                                                      | 37                                                |
|       | Bacchus et Midas à la source du Pactole                               | huile sur toile 102 x 134,5 cm   |                |                                            | Collection particulière                                                | 38a                                               |
|       | La Nourriture de Jupiter                                              | huile sur toile 99 x 136 cm      |                |                                            | Chapel Hill, The University of North Carolina, Ackland Art Museum      | 39a                                               |
|       | Le Déluge                                                             | huile sur toile 99,8 x 138,5 cm  |                |                                            | Rouen, musée des Beaux-Arts                                            | 49                                                |
|       | Le Serpent d'airain                                                   | huile sur toile 122,5 x 171,5 cm |                |                                            | Nîmes, musée des Beaux-Arts                                            | 50                                                |